# Alchemy (Yngwie Malmsteen)
Alchemy è il decimo studio album del guitar hero svedese Yngwie Malmsteen.

## Tracce
Tutte le canzoni sono state scritte da Yngwie J. Malmsteen.
1. Blitzkrieg – 4:14
2. Leonardo – 7:36
3. Playing with Fire – 6:17
4. Stand (The) – 5:05
5. Wield My Sword – 6:13
6. Blue – 4:11
7. Legion of the Damned – 5:51
8. Deamon Dance (7,405,926) – 5:25
9. Hangar 18, Area 51 – 4:44
10. Voodoo Nights – 7:31
11. Asylum: - 11:21
  - I. Asylum – 4:07
  - II. Sky Euphoria – 3:19
  - III. Quantum Leap – 3:55

## Formazione
- Yngwie J. Malmsteen - chitarra, sitar, basso
- Mark Boals - voce
- Mats Olausson - tastiere
- John Macaluso - batteria
- Barry Dunaway - basso